# K-12 (фільм)
Це стаття про фільм. Про однойменний музичний альбом див. статтю K-12 (альбом).
K-12 — американський музичний фантастичний фільм жахів 2019 року, написаний і знятий Мелані Мартінес та співрежисеркою Алісою Торвінен. Фільм супроводжував другий однойменний студійний альбом Мелані. 
У головних ролях сама Мартінес, Емма Харві, Сіон Морено, Меган Гейдж, Зінетт Хендрікс, Джесі МакКінні, Марсаліс Вілсон та Меггі Будзина. У фільмі розповідається про Плаксу (англ. Cry Baby), яку грає Мелані та її чарівну найкращу подругу, які приступають до місії знищити систему навчання в США K-12.
Фільм K-12 був показаний у вибраних кінотеатрах лише 5 вересня 2019 року та був офіційно випущений 6 вересня 2019 року компанією Abromorama на території Північної Америки та у всьому світі на YouTube. Фільм отримав схвальні відгуки як від критиків, так і від шанувальників, які високо оцінили його постановку, підняті теми та музичний супровід, але критикували за сценарій, акторську гру та спецефекти.

## Сюжет
Плакса прокидається, щоб підготуватися до свого першого дня в школі. Вона їде в шкільному автобусі зі своєю найкращою подругою Анжелітою, де над нею знущаються однокласники («Wheels on the Bus»). Коли автобус втрачає контроль і занурюється у воду, Плакса і Анджеліта отримують надприродні здібності, які дозволяють їм підняти автобус у небо і приземлитися за межами школи.
Після того, як Плакса та Анджеліта пізно приходять на урок, студентів закликають виконати присягу на вірність. Хлопчик на ім’я Генрі відмовляється на знак протесту, і його примусово відраховують зі школи. Під час уроку Келлі, популярна, але жорстока дівчина, починає ревнувати, побачивши, як Плакса фліртує зі її хлопцем Брендоном. Келлі кидає в неї кульку паперу, погрожуючи напасти на неї на перерві. Анджеліта радить Плаксі використати свої сили для боротьби, але та відмовляється. Плакса неохоче телефонує матері за порадою, але вона не відповідає («Class Fight»). Під час сутички спрацьовують надприродні сили, що змушує Плаксу та Келлі левітувати, а пізніше їх відправляють до кабінету директора.
Директор дорікає пані Харпер, вчительці-трансгендеру, і звільняє її. Плакса критикує директора по телефону за його гнітючу поведінку. Потім його отруюють, але він швидко одужує («The Principal»). Плакса пізно приходить на урок і перетворюється на маріонетку у своїй школі («Show & Tell»). В кабінеті медсестри вона зустрічається з Анжелітою. Медсестри хочуть дати їм небезпечні ліки («Nurse's Office»), але їх рятує Ліліт, ангельський духовний провідник, яка з’являється у воротах і каже їм, що вони повинні залишитися в школі.
На уроці драматургії Плаксу висміюють («Drama Club»). Під час шкільної п’єси вона закликає глядачів прокинутися від "стану промитих мізків", використовуючи свої здібності. Вона і Анджеліта ведуть учнів до кабінету директора, де вони вбивають його. Поховавши директора, дівчата зустрічаються з Селестою, подругою з такими ж здібностями. 
Плакса показана в роздягальні та шкільному басейні, виражаючи почуття щодо об'єктивізації її тіла, розглядаючи культуру зґвалтування та звинувачення жертв. Її кладуть на торт, а хлопці крадуть і пожирають шматочки проти її волі («Strawberry Shortcake»).
Під час обіду Келлі відводить Плаксу до свого обіднього столу. Пояснивши, що вона не хоче дружити, вона залишає її і починає дружити з дівчиною на ім’я Магнолія («Lunchbox Friends»). Група помічає, що Флер, подруга Келлі, володіє такими ж здібностями. Плакса йде в слід за Флер у ванну кімнату і дізнається, що та хвора булімією. Вона проявляє співчуття до Флер, і вони стають друзями («Orange Juice»). 
Плаксу відправляють під варту після того, як Келлі розповідає все Лео, сину директора. Сили головної героїні слабшають, але вона маніпулює Лео, щоб звільнити її («Detention»).
Хлопчик на ім’я Бен кладе анонімний любовний лист у шафку Плакси. Дівчата розробляють план знищення школи, який Лео дізнається про це завдяки записам відеоспостереження. 
Анджеліта та вчитель біології починають фліртувати. Після уроку він примушує її до розтину. Плакса використовує свої сили, щоб зупинити його, і Анджеліта вбиває його на знак помсти («Teacher's Pet»). 
Плакса мріє про партнера, який буде відданим і любить її такою, яка вона є («High School Sweethearts»). Бен хоче запросити Плаксу на шкільні танці, але Лео зриває його план. Він бреше дівчині, кажучи, що це він написав любовного листа; запросивши її, і вона охоче приймає його пропозицію. Дівчата на танцях не схвалюють вчинок подруги. Плакса тікає. Лео заявляє через гучномовець, що знає про план, і замикає усіх всередині, змушуючи їх танцювати («Recess»). Плакса переодягається у жінку на ім'я Лорелай, обманюючи Лео і замикаючи його в шафі. Вона наказує учням евакуюватися зі школи через гучномовець. Усі вони тікають, крім Келлі.
Плакса намагається втекти, коли Бен підходить до неї, зізнаючись, що написав листа. Вони вирішують зірвати міхур, інкапсулюючи школу. Лео застрягає у пастці. Дівчата дивляться як вибухає школа. Ліліт знову з’являється вдалині, і всі вони мчать до її воріт, щоб повернутися додому. Коли дівчата входять, Плакса обережно озирається.

## Виробництво
У 2017 році в інтерв’ю Billboard Мартінес розповіла, що робота над її другим студійним альбомом, який на той час не мав назви, була завершена. Також вона заявила, що альбом супроводжуватиметься однойменним фільмом. Зйомки проходили в Будапешті, Угорщина.
14 травня 2018 року Мартінес підтвердила, що розроблятиме костюми для фільму. 9 вересня 2018 року вона розповіла, що буде подорожувати Європою для пошуку цікавих місць для зйомок. 
2 січня 2019 року Мартінес розпочала роботу над монтажем. 

## Реліз
5 травня 2019 року вийшов перший трейлер, а 22 травня 2019 року — другий трейлер. 29 травня 2019 року був опублікований третій трейлер, у якому показана дата виходу. 17 червня 2019 року під час церемонії вручення кінопремій MTV Movie Awards був випущений телевізійний ролик із фрагментом пісні «Nurse's Office». 23 липня 2019 року вийшов офіційний трейлер із фрагментом треку «Show and Tell» в кінці.
Фільм був показаний у деяких кінотеатрах 5 вересня 2019 року. Раніше його прем'єра відбулася в Лос-Анджелесі 3 вересня. Мартінес також опублікувала фільм на YouTube.

## Сприйняття

### Каса
K-12 зібрав 303 230 доларів на внутрішньому ринку і ще 56 147 доларів на міжнародних територіях, в результаті чого загальний збір фільму склав 359 377 доларів США. Це був шостий найкасовіший фільм у країні в ніч після його прокату в кінотеатрах.

### Критичний прийом
io9 опублікував рецензію на фільм, зазначивши, що «Коли ви слухаєте альбом K-12 Мелані Мартінес, теми альбому про булінг, невпевненість і важливість навчитися сприймати свої недоліки стають очевидними. Але коли ви подивитися супровідний фільм, то історія Плакси стає набагато цікавішою». Idolator також позитивно оцінив фільм, похваливши його за розширення "всесвіту" Плакси.